# منظمة الاتصالات التقنية
منظمة الاتصالات التقنية (STC) هي رابطة مهنية مكرسة للنهوض بنظرية الاتصالات التقنية  وممارستها،  وتضم أكثر من 4500 عضو في الولايات المتحدة وكندا وبقية دول العالم.  تصدر الجمعية دورية فصلية ومجلة ثماني مرات في السنة وتستضيف مؤتمرًا دوليًا سنويًا (قمة الاتصالات الفنية STC). وتوفر منظمة الاتصالات التقنية STC أيضًا التعليم عبر الإنترنت على شكل ندوات ويب مباشرة على شبكة الإنترنت، ودورات دراسية لعدة أسابيع على شهادات متعددة، ومؤتمرات افتراضية، وندوات مسجلة، والمزيد.

## نظرة عامة
المقر الرئيسي للجمعية يقع في فيرفاكس، فرجينيا، الولايات المتحدة، STC هي أكبر منظمة من نوعها في العالم وفقا لموقعها على شبكة الإنترنت. وهي تضم 50 فصلا، و 12 مجموعة من مجموعات المصالح الخاصة، وأكثر من 4,500عضو في جميع أنحاء العالم. ويعمل أعضاء اللجنة في مجموعة كبيرة من الأدوار، بما في ذلك:
- كتابة تقنية
- التحرير
- الاستشارة
- تطوير المحتوى
- التعليم
- الاتصال البيئي والسلامة والصحة
- الفنون التصويرية
- عوامل بشرية
- الفهرسة
- هندسة المعلومات
- التصميم التعليمي
- إدارة
- التصوير
- نشر مصدر واحد
- تطوير البرمجيات
- التوضيح الفني
- ترجمة
- سهولة الاستخدام
- التصميم المرئي
- تصميم المواقع

ينتمي معظم أعضاء منظمة الاتصالات التقنية STC إلى مجتمع واحد أو أكثر، وهم إما من فصول جغرافية أو مجموعات مصالح خاصة (SIGs) وتقع معظم الفروع في الولايات المتحدة، لكن STC تضم أعضاء من 14 دولة. أكبر مجموعة خارج الولايات المتحدة هي فرع تورونتو، أونتاريو، كندا.
تنشر منظمة الاتصالات التقنية مجلة فصلية بعنوان Technical Communication ومجلة شهرية بعنوان Intercom .

## التاريخ
تعود جذور المنظمة إلى جمعية الكتاب التقنيين (STW) في بوسطن ورابطة الكتاب والمحررين التقنيين (ATWE) في نيويورك. تم تأسيس كلاهما في الولايات المتحدة في عام 1953. اندمجت هذه المنظمات في عام 1957 لتشكيل جمعية الكتاب والمحررين التقنيين (STWE). في عام 1960، اندمجت هذه المجموعة مع جمعية النشر التقني (TPS)، ومقرها لوس أنجلوس، لتصبح جمعية الكتاب الفنيين والناشرين. في عام 1971، تم تغيير اسم المنظمة إلى منظمة الاتصالات التقنية.
تم تطوير المجلة الرئيسية للمنظمة من TWE Journal إلى STWE Review ثم إلى STWP Review ثم إلى Technical Communications to Technical Communication . من بين محرري هذه المجلة دوجلاس إي نايت، وألان إتش ليتل، وأيه ستانلي هيجينز، وفرانك آر سميث، وجورج هايهو، ومينو دي يونج.
من بين القادة المهمين الآخرين في تاريخ منظمة الاتصالات التقنية روبرت ت. هامليت (أول رئيس لـ ATWE)، و AE Tyler (أول رئيس لـ TPS)، و Samuel A. Miles (رئيس جمعية الكتاب والمحررين التقنيين، الذي أصبح فرع ATWE في نيويورك. في عام 1955) وفيرنون ر. روت وروبرت أو شوكني وستيلو جوردان. في عام 2011، تم انتخاب آلان هاوسر نائبًا لرئيس المنظمة. وفقًا لنظامهم الداخلي، أصبح رئيسًا في عام 2012، وخلفه نائبه نيكي بلييل في عام 2013.
أقيمت مسابقة المطبوعات السنوية لمنظمة الاتصالات التقنية لعام 2012-2013 في واشنطن العاصمة. وللمنظمة أيضًا فروع على المستوى الدولي. في 12 نوفمبر 2012، عقد فرع منظمة الاتصالات التقنية في الهند مؤتمره السنوي الرابع عشر في بنغالور.

## قمة الاتصالات التقنية (المؤتمر السنوي)
في مايو أو يونيو من كل عام، تعقد منظمة الاتصالات التقنية قمة الاتصالات الفنية ، وهو أكبر مؤتمر للاتصالات التقنية في العالم. [بحاجة لمصدر] تشمل القمة أكثر من 80 جلسة تعليمية مقسمة إلى مجالات أو مسارات ذات صلة بالموضوع؛ أحداث التواصل مثل الجلسة العامة الافتتاحية، وحفل الاستقبال الترحيبي، واستقبال المجتمعات المحلية، والغداء الختامي ومأدبة شرف وقاعة عرض تضم عشرات الشركات التي تقدم منتجات أو خدمات الاتصالات التقنية وكما تتضمن القمة منح التعليم المسبق لما قبل المؤتمر مقابل سعر إضافي.

## تعليم الآخرين
بالإضافة إلى قمة الاتصالات التقنية، تقدم منظمة الاتصالات التقنية STC التعليم عبر الإنترنت لكل من أعضائها وغير الأعضاء، مع حصول الأعضاء على معدلات تسجيل مخفضة وكما تقدم STC كلاً من التعليم المباشر والمسجل عبر الإنترنت.

## تكريم شركة الاتصالات الفنية
تعترف منظمة الاتصالات التقنية (STC) بالأفراد المتميزين من خلال منح ألقاب زميل، وزميل مشارك، وزميل فخري وقد كان الزميل الفخري لمنظمة الاتصالات التقنية لعام 2009 هو «جيمي ويلز، المؤسس المشارك لموقع ويكيبيديا.» 
كما ترعى STC الجمعيات الفخرية لطلاب الاتصال التقني بمتوسط درجات 3.5 أو أعلى: 
- تعترف Sigma Tau Chi بالطلاب في برامج الدراسات العليا أو برامج مدتها أربع سنوات
- تعترف Alpha Sigma بالطلاب في برامج الشهادات لمدة عامين أو برامج الشهادات

## روابط خارجية
- برامج تعليم الكتابة الفنية - فرع لوس أنجلوس، منظمة الاتصالات التقنية (LASTC)
- دليل لجمعية سجلات الاتصالات الفنية 1956-1996